# 秘書
秘书（英語：secretary）是一種白領职业，通常秘書都會服侍一位老板（又叫私人秘书或者私人助理），幫助老板打点工作计划與处理各种文书以及行政支援的工作。此外亦有服侍整个机构的秘書。

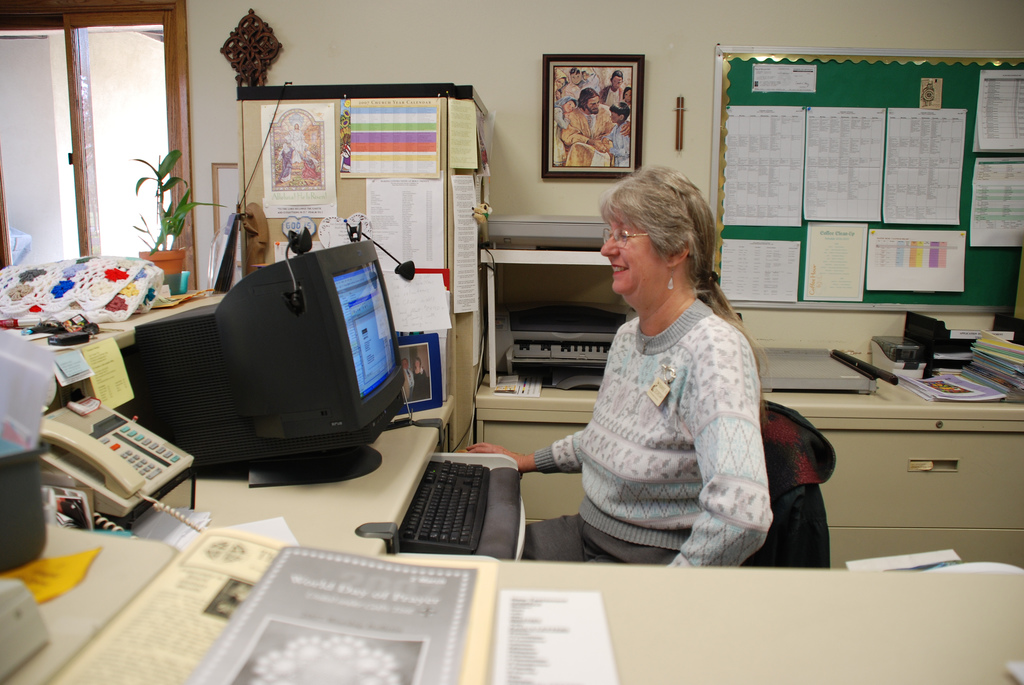
秘书